# Rose Namajunas
Rose Gertrude Namajunas,, född 29 juni 1992 i Milwaukee, Wisconsin, är en litauisk-amerikansk MMA-utövare som sedan 2014 tävlar i organisationen Ultimate Fighting Championship där hon mellan 4 november 2017 och 11 maj 2019 och sedan 24 april 2021 är deras regerande mästare i stråvikt.

## Tävlingsfacit
| Resultat | Facit | Motståndare           | Metod                           | Evenemang                              | Datum            | Rond | Tid  | Plats                                     | Notering                                               |
| -------- | ----- | --------------------- | ------------------------------- | -------------------------------------- | ---------------- | ---- | ---- | ----------------------------------------- | ------------------------------------------------------ |
| Vinst    | 1–0   | Emily Kagan           | Submission (rear-naked)         | Invicta FC 4: Esparza vs. Hyatt        | 5 januari 2013   | 3    | 3:44 | Kansas City, KS, USA                      | Submission of the Night.                               |
| Vinst    | 2–0   | Kathina Catron        | Submission (flygande armbar)    | Invicta FC 5: Penne vs. Waterson       | 5 april 2013     | 1    | 0:12 | Kansas City, MI, USA                      | Submission of the Night.                               |
| Förlust  | 2–1   | Tecia Torres          | Domslut (enhälligt)             | Invicta FC 6: Coenen vs. Cyborg        | 13 juli 2013     | 3    | 5:00 | Kansas City, MI, USA                      |                                                        |
| Förlust  | 2–2   | Carla Esparza         | Submission (rear-naked)         | The Ultimate Fighter 20 - Final        | 12 december 2014 | 3    | 1:26 | Las Vegas, NV, USA                        | Titelmatch i stråvikt.                                 |
| Vinst    | 3–2   | Angela Hill           | Teknisk submission (rear-naked) | UFC 192                                | 3 oktober 2015   | 1    | 2:47 | Houston, TX, USA                          |                                                        |
| Vinst    | 4–2   | Paige VanZant         | Submission (rear-naked)         | UFC Fight Night: Namajunas vs. VanZant | 10 december 2015 | 5    | 2:25 | Las Vegas, NV, USA                        | Performance of the Night.                              |
| Vinst    | 5–2   | Tecia Torres          | Domslut (enhälligt)             | UFC on Fox: Teixeira vs. Evans         | 16 april 2016    | 3    | 5:00 | Tampa, FL, USA                            |                                                        |
| Förlust  | 5–3   | Karolina Kowalkiewicz | Domslut (delat)                 | UFC 201                                | 30 juli 2016     | 3    | 5:00 | Atlanta, GA, USA                          | Fight of the Night.                                    |
| Vinst    | 6–3   | Michelle Waterson     | Submission (rear-naked)         | UFC on Fox: Johnson vs. Reis           | 15 april 2017    | 2    | 2:47 | Kansas City, MI, USA                      |                                                        |
| Vinst    | 7–3   | Joanna Jędrzejczyk    | TKO (slag)                      | UFC 217                                | 4 november 2017  | 1    | 3:03 | New York, NY, USA                         | Blev UFC-mästare i stråvikt. Performance of the Night. |
| Vinst    | 8–3   | Joanna Jędrzejczyk    | Domslut (enhälligt)             | UFC 223                                | 7 april 2018     | 5    | 5:00 | New York, NY, USA                         | Försvarade titeln i stråvikt.                          |
| Förlust  | 8–4   | Jéssica Andrade       | KO (slam)                       | UFC 237                                | 11 maj 2019      | 2    | 2:58 | Rio de Janeiro, Brasilien                 | Förlorade titeln i stråvikt. Fight of the Night.       |
| Vinst    | 9–4   | Jéssica Andrade       | Domslut (delat)                 | UFC 251                                | 12 juli 2020     | 3    | 5:00 | Abu Dhabi, Förenade arabemiraten          | Fight of the Night                                     |
| Vinst    | 10–4  | Weili Zhang           | KO (huvudspark)                 | UFC 261                                | 24 april 2021    | 1    | 1:18 | Jacksonville, FL, USA                     | Vann titeln i stråvikt. Performance of the Night.      |
| Vinst    | 11-5  | Weili Zhang           | Domslut (delat)                 | UFC 268                                | 6 november 2021  | 5    | 5:00 | New York City, New York, Förenta Staterna | Försvarade titeln i stråvikt                           |